# Guilherme I de Dampierre
Guilherme I de Dampierre (?- 1161) foi Senhor de Dampierre de 1151 até 1161 data da sua morte.

## Relações familiares
Foi filho de Guy I de Dampierre (1100 - 1151), Senhor de Dampierre e visconde de Troyes e de Helvide de Baudémont (? - 1165). Casou com Ermengarda de Mouchy (? - 1190), filha de Dreux III de Monchy (1080 -?) e de Edite de Warenne (1076 -?), de quem teve:
1. Guido II de Dampierre (c. 1150 - 1216), condestável de Champanhe, Senhor de Dampierre, de Bourbon pelo casamento e de Montluçon, casou com Matilde de Bourbon senhora de Bourbon (1060 -?) filha de Arcambaldo VII de Bourbon e de Alícia de Borgonha.
2. Milo de Dampierre, era vivo ainda em 1228.
3. Helvida de Dampierre, casou em 1194 com Jean de Montmirail.
4. Isabel de Dampierre, casou com Godofredo I de Aspremont.
5. Odete de Dampierre (? - 1212), casou com João II de Thourotte, Senhor do Castelo de Noyon (? - 1236).